# La Vanguardia
La Vanguardia, conocido como La Vanguardia Española entre 1939 y 1978, es un diario matinal de información general publicado en Barcelona y distribuido en toda España. El periódico se publica en español y, desde 2011, también en catalán.
Fundado el 1 de febrero de 1881, el periódico pertenece al Grupo Godó, y se ha consolidado como uno de los diarios de referencia en Barcelona. Durante la Guerra Civil, el diario fue incautado y continuó editándose en ese contexto, asociado con la administración republicana. Después de la guerra, el diario fue devuelto a sus propietarios y fue renombrado como La Vanguardia Española. Hoy en día, cuenta con corresponsales en distintas ciudades alrededor del mundo.
En la segunda oleada del Estudio General de Medios (EGM) de julio de 2022, La Vanguardia figuró como el tercer diario generalista más leído España con 375.000 lectores, solo superado por El País (761.000) y El Mundo (438.000).

## Historia

### Fundación y primeros años

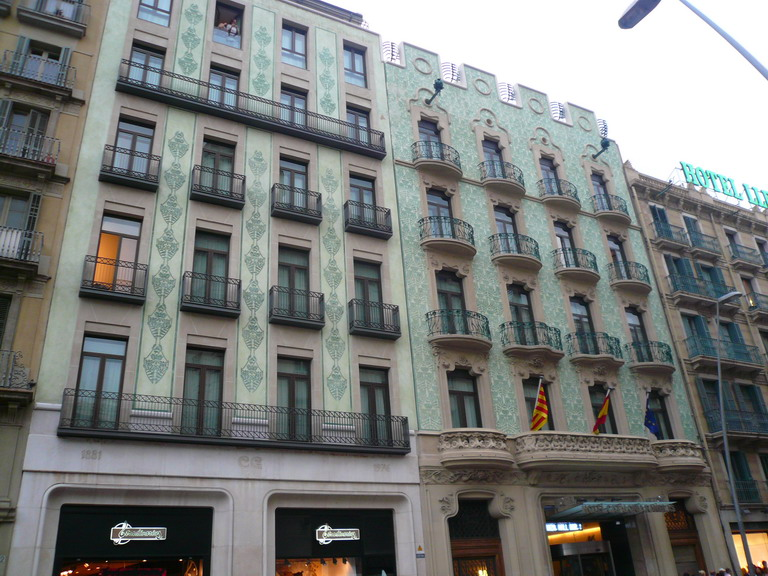
Antigua sede de La Vanguardia en la calle de Pelayo.

El primer número de La Vanguardia apareció el 1 de febrero de 1881, originalmente como órgano del Partido Liberal para la provincia de Barcelona. Tomaba el nombre de un semanario republicano federalista anterior, de corta duración, fundado por Anselmo Clavé tras la revolución de 1868. Según el Grupo Godó, actual propietario del periódico, y la Enciclopedia Catalana, los fundadores fueron los hermanos Carlos y Bartolomé Godó, empresarios originarios de Igualada, los cuales nombraron a Jaume Andreu como primer director. Sin embargo, para los historiadores de la prensa catalana Rafael Tasis y Joan Torrent —así como para Jean Michel Desvois—, La Vanguardia habría sido fundada en 1881 por el periodista Jaume Andreu, siendo adquirida en 1887 por Carlos Godó. Se ha señalado a Pedro Antonio Torres como primer director del periódico.
El 1 de enero de 1888, coincidiendo con el inicio de la Exposición Universal, La Vanguardia presentó un nuevo formato como diario de información independiente, con ediciones de mañana y tarde, y ya desvinculado del Partido Liberal, aunque siempre próximo ideológicamente al mismo.
El periodista andaluz Modesto Sánchez Ortiz, recomendado por Sagasta a Carlos Godó, fue nombrado director entre 1888 y 1901. En ese periodo el diario abrió sus páginas a jóvenes artistas e intelectuales como Casas, Nonell, Rusiñol, Casellas, Leopoldo Alas Clarín, Unamuno y otros escritores de la generación del 98.
El 25 de octubre de 1903, el diario se trasladó desde la calle Les Heures a un edificio modernista en la calle de Pelayo 28, y renovó su sistema de composición. Bajo la dirección del mallorquín Miquel dels Sants Oliver, La Vanguardia contrató a prestigiosos colaboradores del Diario de Barcelona. Fue el primer diario español con corresponsales en París y Berlín y se convirtió en el diario de mayor difusión de Cataluña, con más de 80.000 ejemplares.
En 1920, a Miquel dels Sants Oliver le sucedió como director Agustí Calvet «Gaziel», antiguo corresponsal en París. Bajo su dirección y las directrices de Ramón Godó Lallana, el diario se consolidó como el primer diario de España y uno de los principales de Europa. El diario fue pionero a la hora de introducir avances técnicos como la conexión con las principales agencias, el uso del huecograbado en 1929 y la creación de una amplia red de corresponsales fuera de España. En 1931 murió Ramón Godó, que fue sucedido por su hijo Carlos Godó Valls. Durante el periodo de la Segunda República siguió siendo uno de los principales diarios a nivel nacional, vinculado a una línea editorial catalanista y liberal-conservadora.
Nada más comenzar la guerra civil española, el 19 de julio de 1936, el diario fue incautado, con lo que acabó la etapa de Gaziel, que se exilió. La Vanguardia pasó a ser el principal órgano de expresión de la Generalidad de Cataluña. Más tarde, hacia 1938, actuó como órgano de expresión «oficioso» del Gobierno de la República. Durante esta etapa en el periódico participaron intelectuales como Antonio Machado, Pedro Bosch, Iliá Erenburg, Max Aub, André Malraux y Ramón J. Sender, entre otros.

### España franquista
Con la victoria del bando sublevado en 1939, Carlos Godó recuperó el control financiero del diario. En ese momento, el nombre del periódico fue cambiado a La Vanguardia Española y se estableció que su edición del 27 de enero de 1939 sería la número 22.575, continuando con la numeración anterior a la Guerra Civil, en lugar de contar las ediciones publicadas durante el periodo republicano. Durante la etapa franquista, La Vanguardia Española coexistió con otros periódicos del Movimiento Nacional, como La Prensa y Solidaridad Nacional.
El gobierno franquista designó a Luis de Galinsoga como director del periódico. Durante su dirección, la sección internacional, encabezada por Santiago Nadal, mostró una postura favorable a los aliados en la Segunda Guerra Mundial. En 1959, Galinsoga protagonizó un incidente que acabaría desembocando en su reemplazo como director por Manuel Aznar Zubigaray, quien había trabajado como diplomático en la embajada de España ante la ONU. Más tarde, entre 1963 y 1966, Javier de Echarri y Gamundi fue nombrado director, y al fallecer en 1969, fue sucedido por Horacio Sáenz Guerrero. Durante este periodo, el periódico contó con colaboraciones de Antoni Tàpies, Ramón Trías Fargas, Joan Fuster, Baltasar Porcel y Fabián Estapé. El 16 de agosto de 1978, el diario recuperó su nombre original, La Vanguardia.

### Etapa reciente

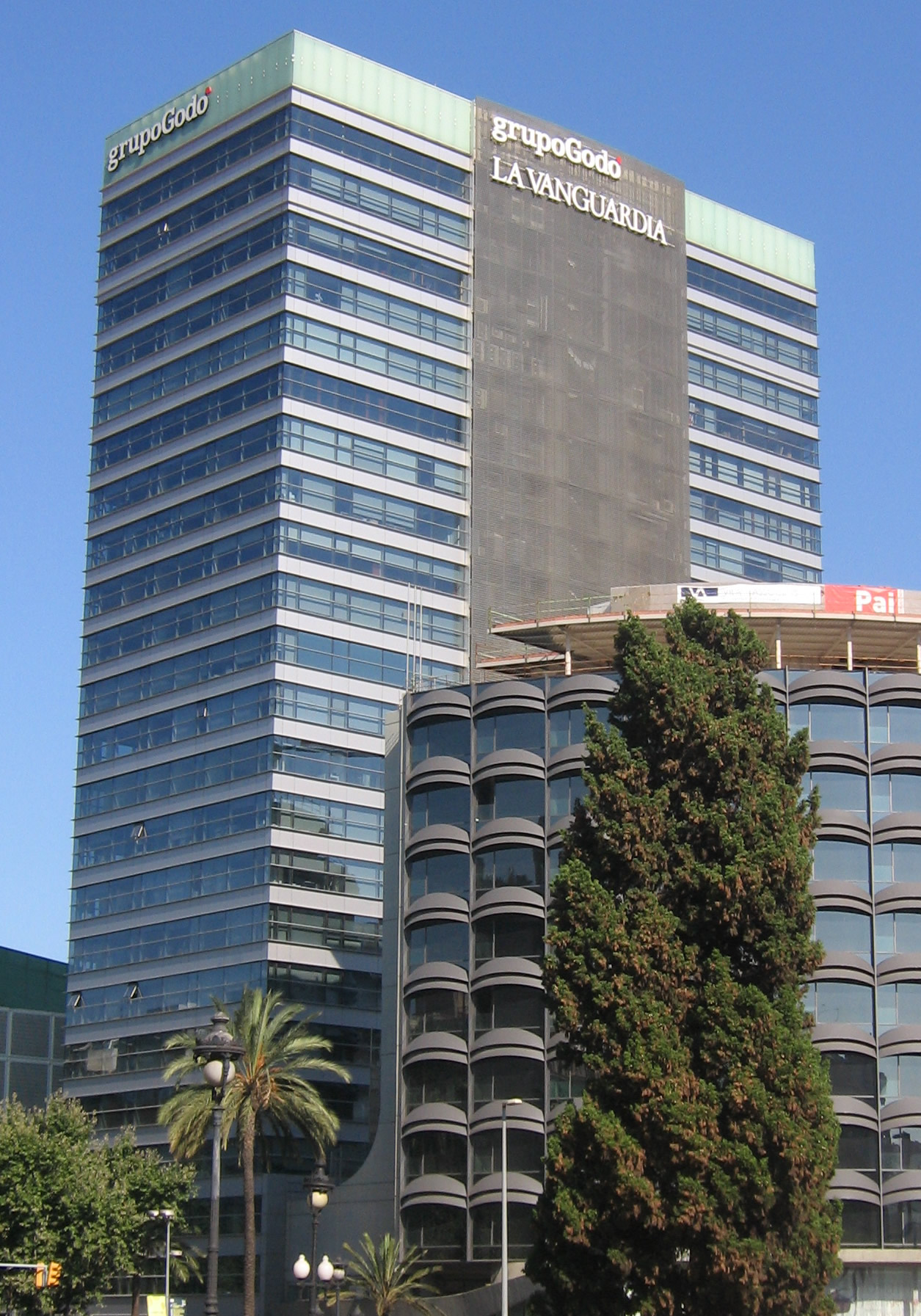
Sede actual de La Vanguardia.

En 1981 el diario celebró su centenario con un importante cambio tecnológico impulsado por el nuevo propietario, Javier Godó. Se incorporaron videoterminales en la redacción. El 30 de junio de 1983, con Lluís Foix como director, se publicó el último ejemplar con tipografía realizada en plomo. Durante estos años empezó a competir con diarios que nacieron tras la muerte de Franco, como El Periódico de Catalunya, Avui o Catalunya Express. En octubre de 1989, con Juan Tapia como director, La Vanguardia completó su reconversión tecnológica presentando un nuevo diseño proyectado por Milton Glaser e incorporando una nueva rotativa en offset color. En la década de 1990 desde las filas del pujolismo se puso en marcha un periódico afín al gobierno Pujol, El Observador de la Actualidad, en  un intento de desbancar a La Vanguardia. No obstante, este periódico terminaría fracasando. La publicación puso en marcha su sitio web en junio de 1995.
En marzo de 2000, José Antich sucedió a Juan Tapia en la dirección del diario. El nuevo director reestructuró la redacción y amplió la red de corresponsales añadiendo Pekín, Buenos Aires y La Habana. La oferta del diario se incrementó con un suplemento dominical de economía, una guía de clasificados y una actualización de la Revista del Domingo. En 2002 empezó a publicarse el nuevo suplemento denominado Cultura/s, que cada miércoles recoge información cultural. En abril de 2004, tras un siglo en la calle de Pelayo 28, La Vanguardia cambió de sede y se trasladó a un rascacielos en la avenida Diagonal, 477. En ese traslado se renovaron los ordenadores y servicios tecnológicos, y se ganó espacio y luminosidad. Parte de los servicios del diario se trasladaron al edificio del Poblenou, donde estaba la planta impresora. En 2007 se incorporó Sergi Pàmies y en 2008 Pilar Rahola. El 3 de mayo de 2011 introdujo la versión en catalán, con los mismos contenidos que la versión en castellano. Para el lanzamiento de esta versión usó una campaña con el lema en catalán "Som com som", protagonizada por famosos como Carles Puyol, Quim Monzó y Martina Klein. Según datos certificados por la Oficina de Justificación de la Difusión (OJD) y referidos al período de enero a diciembre de 2010, el promedio de tirada de La Vanguardia fue de 233.229 ejemplares y el promedio de difusión de 200.370.  Desde el 3 de mayo de 2011 se publica también en catalán. Durante el periodo de José Antich al frente de la dirección, la línea editorial fue caracterizada como «abiertamente independentista» y afín a Convergència i Unió.
En 2013 José Antich fue sustituido en la dirección por Màrius Carol, a quien se ha atribuido «un perfil mucho más moderado» que el de su predecesor. Durante esta etapa, la línea editorial se separa del apoyo al proceso independentista catalán, recuperando la orientación moderada previa. Màrius Carol fue director hasta marzo de 2020 cuando lo sustituyó Jordi Juan Raja que ocupaba el cargo de vicedirector hasta esa fecha.